# ارکسلبن (اشتندل)
ارکسلبن (اشتندل) (به آلمانی: Erxleben) یک منطقهٔ مسکونی در آلمان است که در استربورگ (آلتمارک) واقع شده‌است. ارکسلبن  ۴۹۹ نفر جمعیت دارد.